# Брильов Сергій Володимирович
Брильов Сергій Володимирович (5 квітня 1974, м. Київ) — український скульптор, член Національної спілки художників України (2000).

## Біографія
З 1986 до 1992 року навчався у Республіканській художній школі, у 1998 році закінчив Національну академію образотворчого мистецтва і архітектури. З 1993 року брав участь в художніх виставках. З 2000 року — член Національної спілки художників України. У 2002 році нагороджений стипендією для талановитої молоді Києва. У 2003 році отримав грамоту Міністра культури України за внесок у розвиток українського мистецтва.
Персональні виставки відбулися у 1997 та 2003 роках у Києві. Роботи зберігаються у київському музеї історії, краєзнавчому музеї міста Вишгород.

## Вибрані твори
«Жінка», «Пілігрим» (обидва — 1993), «Да мине чаша сія», «Скорбота», «Зірка» (усі — 1995), «Відвертість» (1996), «У світі почуттів», «Творці» (обидва — 1997), «Той, що біжить по хмарах», «Коли насниться риба», «Ніка», «Осінь», «Полонені кохання» (усі — 1998), «Крило Янгола», «Аврора» (обидва — 1999), «Розплата» (2000), «Штучка», «Гра долі» (обидва — 2001).